# Idaea detritaria
Idaea detritaria là một loài bướm đêm trong họ Geometridae.